# دایکی کوگوره
دایکی کوگوره (انگلیسی: Daiki Kogure؛ زادهٔ ۱۷ مهٔ ۱۹۹۴) بازیکن فوتبال اهل ژاپن است.
از باشگاه‌هایی که در آن بازی کرده‌است می‌توان به باشگاه فوتبال سرزو اوساکا اشاره کرد.